# الحبيب شيخ روحه
الحبيب شيخ روحه (صفاقس، 9 جويلية 1914 - تونس، 27 جانفي 1994) هو صحفي تونسي وأحد أعضاء جماعة تحت السور.
قام في سنة 1951 بتأسيس دار الصباح التي تقوم بنشر جريدة الصباح ولوطون.